# Досмухамедов, Жаханша
Жаханша (Жанша) Досмухамедов (1887, Западно-Казахстанская область — 3 августа 1938, Бутовский полигон, Московская область) — казахский общественный деятель, юрист, один из лидеров западного крыла партии «Алаш».

## Биография
Происходил из рода Тана из племени Байулы; родился в 1887 году в семье степняка-скотовода Досмухамеда (Досмагамбета). Отец устроил Жаханшу в Булдуртинскую аульную передвижную русско-казахскую школу, после окончания которой Жаханша поступил в одноклассное русско-казахское училище в селе Джамбейты. Учитывая способности Жаханши, руководство училища рекомендовало направить его в Уральское войсковое реальное училище. Добиться устройства в это учебное заведение Досмухамедову помог волостной управитель, почетный гражданин Российской империи Мухамеджан (Акшолак) Сарыкуджин.
Жаханша был сначала зачислен в подготовительный класс войскового реального училища в Уральске (сейчас — здание педагогического колледжа имени Жаханши Досмухамедова), затем поступил на первый курс. В одном подготовительном, шести основных и одном дополнительном классах училища обучалось 300 учащихся, в том числе 18 казахских детей, стипендии которым выплачивали казахские старшины — управители степных волостей. В числе этих 18 учеников — Жаханша и его будущий соратник по партии «Алаш» Халел Досмухамедов. Жаханша благодаря великолепной памяти проявлял знания по математике, физике, химии и биологии. В годы учёбы в училище он из класса в класс переходил без экзаменов.
В 1905 году, окончив Уральское войсковое реальное училище, Досмухамедов решил поступить на юридический факультет Московского университета. В этом решении на него оказал большое влияние его земляк — султан Бакытжан Каратаев — очень уважаемый человек в ауле, известный юрист, депутат Государственной думы Российской империи II созыва. В 1910 году защитил кандидатскую работу по теме «Основные постановления киргиз-каззакского обычного права и народный суд, как орган их применения».
После окончания университета в 1912 году некоторое время работал в судебных органах Уральска. Затем был переведён в Томск, где в 1912—1917 годах работал в Томском окружном суде. Стал заместителем прокурора Томского края.
В 1917 году был председателем Уральского областного казахского комитета, участником Всероссийского съезда мусульман в Москве, на котором его избрали заместителем председателя Всероссийского совета мусульман. Участвовал в подготовке проекта закона об Учредительном собрании Временного правительства. Стал членом правительства Алаш-Орды, провозглашённого на 2-м Всеказахском съезде в декабре 1917 года. В 1918—1919 годах возглавлял Западное отделение Алаш-Орды. В марте 1918 года вместе с Х. Досмухамедовым участвовал в переговорах с В. И. Лениным и И. В. Сталиным.

Внёс большой вклад в развитие казахской национальной культуры, науки и образования. В 1922—1925 годах был членом общества развития культуры «Талап». Перевёл на казахский язык гражданский и уголовный кодексы. «Уголовный кодекс» («Жауыздық низамнамасы») в переводе Досмухамедова издан тиражом 1000 экземпляров.

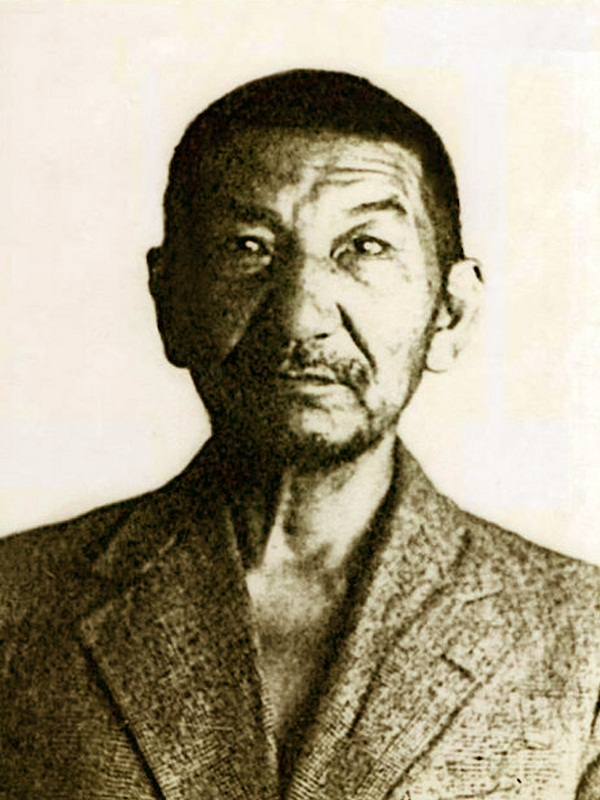
Тюремная фотография Жаханши Досмухамедова, 1938 год

В 1930-х годах Досмухамедова несколько раз арестовывали. Последний год жизни провёл в Москве, будучи наполовину парализованным после инсульта. В 1938 году был арестован как «враг народа» (ст. 58 п. 10 и 11 УК РСФСР). Расстрелян 3 августа 1938 года на Бутовском полигоне, где и был похоронен.
Был реабилитирован 2 декабря 1957 года.

## Семья
На последнем курсе университета женился на студентке медицинских курсов Ольге Константиновне Пушкарёвой (ее младшая сестра Надежда Пушкарёва была 2-й женой Турара Рыскулова, зампреда СНК РСФСР, а средняя сестра Татьяна Пушкарёва — женой А. И. Поднека). Она впоследствии приняла ислам, получив мусульманское имя Заира. Детей у них не было.

## Память
Именем Жаханши Досмухамедова названа школа в Сырымском районе, улица в городе Астана, педагогическое училище в Уральске, музей в селе Жымпиты. В Уральске установлен памятник Жанше Досмухамедову. Тем не менее, Жаханша Досмухамедов вместе со своим другом Халелом Досмухамедовым в романе Сакена Сейфуллина «Тернистый путь» были представлены как отрицательные герои.

## Комментарии
1. ↑  При этом на сайте электронной библиотеки "Алаш" ошибочно утверждается, что отцом Ольги и Надежды Пушкарёвых был бывший уездный начальник города Черняева (Шымкента) Константин Колоссовский[7]. В действительности лишь первая жена Турара Рыскулова Татьяна Алексеевна носила фамилию Колосовская, её приёмным отцом был Чимкентский уездный начальник в 1910 году Владимир Павлович Колосовский[8]. Мать сестер Ольги и Надежды Пушкарёвых в девичестве носила фамилию Костырко, и была Пушкарёва по мужу, отцу Ольги и Надежды[9].